# Цветана Пиронкова
Цветана Кирилова Пиронкова е българска тенисистка. През 2010 г. става първата българка, която достига до полуфинал на Уимбълдън. Най-високата ѝ позиция в Световната ранглиста на WTA е 31 място, постигнато през септември същата година.
Спортист на годината на България за 2020 година.

## Биография
Пиронкова е родена на 13 септември 1987 г. в Пловдив, в спортно семейство. Бащата, Кирил Енчев, който също така е неин треньор, е републикански шампион по кану; майката, Радосвета Чинкова, е многократна медалистка по плуване. Пиронкова има брат и сестра; сестрата Eлисавета също играе тенис професионално, а техният брат, Енчо, е треньор в ТК „Локомотив“, както и спаринг-партньор на Пиронкова – той я придружава на повечето турнири, в които тя участва. Цветана е внучка на Енчо Пиронков – известен български художник.
Цветана Пиронкова тренира тенис от 4-годишна възраст, като първата ѝ ракета е подарена от Теодора Недева. Успехите ѝ започват още от родния Пловдив. През 2000 г. тя става изгряващата звезда на България. На финала на държавното първенство за жени на закрито, Цветана Пиронкова стига до полуфинал. Следва добро представяне на редица турнири от календара на международната тенис асоциация. Понастоящем Цветана Пиронкова е неизменна част от българския отбор за Фед Къп. През 2006 г. българската надежда печели олимпийска стипендия и е обявена за тенисистка номер 1 на годината.
На 5 юли 2010 г. кметът Славчо Атанасов удостоява Цветана Пиронкова със званието почетен гражданин на Пловдив. 22-годишната тенисистка става най-младия почетен гражданин на Пловдив.
Избрана е за най-добра българска тенисистка на 2011 г. от Българска федерация по тенис.

## Спортист на годината
На 30 декември 2020 година е обявено, че Пиронкова е Спортист на годината на България за 2020 година, като според вота на спортните журналисти в страната, Пиронкова получила 732 точки, оставяйки зад себе си бореца Едмонд Назарян (525 точки), боксьора Кубрат Пулев (259 точки), самбистката Мария Оряшкова (220) и др.

## Кариера
Победи над бившите номер (1): Ана Иванович, Винъс Уилиямс и Виктория Азаренка.

### 2002 – 2005
- 2002 дебютира в турнирите на ITF за жени, като стига финал в Букурещ и печели турнира във Волос.
- 2003 е дори по-успешна. Тя завършва годината с три титли – от Орестиада и от два от турнирите в Истанбул. На финала във Волос губи от друга българска звезда – Сесил Каратанчева.
- 2004 е важна за Пиронкова. Въпреки че не печели нито една титла, тя вече играе в турнири от по-горна категория. И не само. Тя става неразделна част от отбора на България за Фед Къп и записва първите си победи за България.
- 2005 – Идва големия пробив за Пиронкова. Освен една титла в Рим, тя играе и полуфинали на турнири от женската тенис асоциация, както и финали на турнири от най-висока категория на международната федерация. Влиза в топ 100 на света. Участва с ТК Черно море Елит (Варна) на европейското клубно първенство в Рен, Франция, където отбора става европейски шампион в състав Виргиния Трифонова, Сесил Каратанчева, Мария Пенкова и Цветана Пиронкова.

### 2006 – 2009
- 2006 – Идва нейният най-голям успех дотогава – победата над Винъс Уилямс в първия кръг на Откритото първенство по тенис на Австралия (Australian Open). Мачът завършва 2 – 6, 6 – 0, 9 – 7. Стига втори кръг в Париж като квалификантка, в Истанбул и на Откритото първенство на Франция (French Open), както и в Будапеща. На Уимбълдън (Wimbledon) побеждава в първи кръг номер 16 в света Ана Лена Грьонефелд. В Стокхолм, Швеция достига до полуфинал. На Откритото първенсто на САЩ губи в първи кръг.
- 2007 – Началото на годината е лошо за нея и тя се срива в световната ранглиста. Въпреки това през юли отново достига до полуфинал в Стокхолм, където губи от Агнешка Радванска. На Откритото първенство на САЩ преминава квалификациите и достига до втори кръг, но губи от водачката в световната ранглиста Жустин Енен. През септември постига най-големия връх в кариерата си, като печели турнира в Бордо, Франция.
- 2008 – От началото на годината играе на добро ниво, но във всички турнири на които участва няма особен късмет с жребия като губи от тенисистки, които се намират в много добра форма и стигат далеч в схемите на турнирите. На първия турнир за годината в Сидни губи дълъг мач в третия кръг на квалификациите от Доминика Цибулкова (Словакия).Цветана Пиронкова на Уимбълдън през 2009 г. На Откритото първенство на Австралия стига втория кръг след убедителна победа над Олга Говорцова (Беларус), но губи от номер 2 в световната ранглиста Светлана Кузнецова (Русия) след като изпуска сетбол в първия сет. През месец февруари играе два турнира на закрито в Европа. В Париж губи във втория кръг на квалификациите от младата чехкиня Петра Квитова. В Антверп постига 4 победи в квалификациите и основната схема, като така изиграва най-добрия си турнир за годината. На осминафиналите губи от номер 1 в световната ранглиста Жустин Енен (Белгия) в три сета и близо 2 часа и половина игра. На супертурнирите в Индиън Уелс и Маями не успява да покаже максимума и след убедителната победа в първия кръг над Марта Домаховска (Полша), губи от Альона Бондаренко (Украйна), а в Маями още в първия кръг от Каролине Возняцки (Дания). През май Пиронкова постига най-големия успех в кариерата си на откритото първенство на Италия в Рим (I категория), като стартира от квалификациите и достига до четвъртфинал. Тя побеждава последователно Ана Иванович и Виктория Азаренка, но губи четвъртфинала в три сета от Анна Чакветадзе. На турнира в Истанбул отново достига до полуфинал, но губи в три сета от Агнешка Радванска. В първия кръг на Уимбълдън губи от беларускинята Виктория Азаренка. При дебюта си на олимпийски игри на 10 август в Пекин Пиронкова разбива с 6:3, 6:4 Марта Домаховска (Полша) за 80 минути, но във втория кръг губи с 2:6, 2:6 от поставената под №16 Доминика Цибулкова (Слвк).
- 2009 – В началото на годината Цветана Пиронкова стиго до четвъртфинал на международния турнир Мурила Хобарт, където загубва от Виржини Разано с 6 – 4, 6 – 1. По пътя тя успява да елиминира номер 15 в тогавашната световна ранглиста Пати Шнидер. Това е петата победа на Пиронкова над други тенисистки от Топ 20. В първия кръг на Откритото първенство на Австралия Цветана Пиронкова побеждава Каролина Шпрем с 6 – 0, 6 – 4 преди да бъде спряна от Марион Бартоли със 7 – 5, 6 – 2. На откритото първенство на Франция и на Уимбълдън Пиронкова е елиминирана в първи кръг и двата пъти от Джил Крейбас.

### 2010 – 2013
- 2010 – Пиронкова губи от Жустин Енен в първи кръг от Откритото първенство на Франция. На Уимбълдън тя успява да отстрани Анна Лапушченкова в първи кръг с 6 – 0, 7 – 6. Във втори кръг Цветана Пиронкова побеждава Вера Душевина с 6 – 3, 6 – 4. Съперничката на Пиронкова в трети кръг Регина Куликова се отказва след първия сет заради контузия. В четвърти кръг Пиронкова среща отново Марион Бартоли, но този път французойката е отстранена с 6 – 4, 6 – 4. На четвъртфинала Цветана Пиронкова се изправя срещу петкратната шампионка на турнира и втора в световната ранглиста Винъс Уилямс и успява да извоюва победа с 6 – 2, 6 – 3.[5] С този успех става първата българска тенисистка достигнала до полуфинал на Уимбълдън. Губи полуфинала в оспорван трисетов мач срещу Вера Звонарьова с резултат 6 – 3, 3 – 6, 2 – 6.
- 2011 – Пиронкова започва годината с участие в Муриля Хобарт Интернешънъл 2011, където губи първия кръг от Шуай Пън от Китай. На Открито първенство на Австралия 2011 отпада във втория кръг от румънката Моника Никулеску. Цветана Пиронкова на Уимбълдън 2011 На Уимбълдън 2011 Цветана е поставена под номер 32. В третия кръг побеждава поставената под номер 2 и трета в света Вера Звонарьова с резултат 6 – 2 и 6 – 3, като по този начин си връща за загубата на полуфиналите на Уимбълдън от предходната година. На осминафинала Пиронкова отстранява за втора поредна година петкратната шампионка Винъс Уилямс с 6 – 2, 6 – 3. Четвъртфиналът изправя Пиронкова срещу осмата в световната ранглиста Петра Квитова от Чехия. Мачът е отложен с няколко часа поради дъждовното време и се оказва труден за Пиронкова, която в крайна сметка губи с 3 – 6, 7 – 6(5), 2 – 6.
- 2012 – Пиронкова участва на Олимпиадата в Лондон. В първия кръг побеждава поставената под номер 12 Доминика Цибулкова със 7 – 6, 6 – 2. Във втория отпада от Флавия Пенета с 3 – 6, 3 – 6.[6] След отличното си представяне на Турнир на шампионките 2012 Цветана Пиронкова е в топ 70 на българските знаменитости в престижната класация на списание Форбс за България.[7]
- 2013 – Цветана Пиронкова започва с победа квалификациите в Токио.[8] През годината най-добрата българска тенисистка е отново в топ 100 на световната ранглиста, но след колебливото си представяне през сезона завършва на 108-о място.[9]

### 2014 – Първа титла в кариерата от WTA Тур
През януари 2014 г. Пиронкова достига до исторически първи финал в кариерата си. На Апия Интернешънъл Сидни 2014 тя стартира от квалификациите, а след това побеждава последователно Кърстя, Лепченко, Ерани и се класира за полуфиналите. Там тя среща шестата в Световната ранглиста на WTA Петра Квитова и я надиграва с 6:4, 6:3, като по този начин става първата квалификантка в историята на турнира, достигнала финал в състезанието. На финала побеждава с 2 – 0 сета Анджелик Кербер и завоюва първата си титла в професионалната си кариера, като постига осем последователни победи, три от които над тенисистки от Топ 10. На Открито първенство на Австралия 2014 тя достига до втори кръг, където отпада от поставената под номер 21 Саманта Стоусър. В Доха минава през квалификациите с победи над Виталиа Датченко от Русия и Александра Дюлгеру от Румъния. След това в основната схема, в първи кръг надиграва поставената под номер 11 Роберта Винчи от Италия, а във втори кръг беше спряна от Аника Бек от Германия. В Дубай Пиронкова отпада във втори кръг на квалификацията победена от поставената под номер 1 Южени Бушар от Канада. На турнира в Индиан Уелс отпада в първи кръг надиграна от Медисън Кейс. През годината Цвети постига 26 победи от всички турнири на които участва и завършва сезона на 38-о място в световната ранглиста.

### 2015
Стартира сезона в Брийзбейн, Австралия, където губи в първи кръг от поставената под номер (4) Карла Суарез Наваро.

### 2021
Пиронкова достига до полуфинал на турнира в Нотигнгам, ITF. Играе с Арина Радионова, след 6 – 4 за Радионова се предава. В същия ден Пиронкова побеждава Ема Радокану със 7 – 5, 7 – 6. Благодарение на успеха си Пиронкова печели 4473 долара от наградния фонд и общо 55 точки за световната ранглиста, с което събира 778 точки и се изкачва от 133-то до 102-ро място.

## Финали на турнирите от WTA Тур: 1 (1 – 0)

### Титли на сингъл (1)
| До 2009                  | От 2009                |
| ------------------------ | ---------------------- |
| Голям шлем (0)           |                        |
| Шампионат на WTA Тур (0) |                        |
| I категория (0)          | Висши задължителни (0) |
| II категория (0)         | Висши 5 (0)            |
| III категория (0)        | Висши (1)              |
| IV и V категория (0)     | Международни (0)       |

| Финал     | №  | Дата           | Турнир                  | Място | Настилка | Съперничка на финала | Резултат     |
| --------- | -- | -------------- | ----------------------- | ----- | -------- | -------------------- | ------------ |
| Победител | 1. | 10 януари 2014 | Апия Интернешънъл Сидни | Сидни | твърда   | Ангелик Кербер       | 6 – 4, 6 – 4 |

## Финали на турнирите от веригата на ITF: 13 (6 – 7)

### Титли на сингъл (6)
| Година | Турнир     | Категория     | Съперничка на финала | Резултат        |
| ------ | ---------- | ------------- | -------------------- | --------------- |
| 2002   | Волос      | ITF $ 10 000  | Тина Шмасман         | 7 – 6(3), 7 – 5 |
| 2003   | Орестиада  | ITF $ 10 000  | Симона-Юлия Матей    | 6 – 1, 6 – 4    |
| 2003   | Истанбул 2 | ITF $ 10 000  | Ипек Шенолу          | 7 – 6(2), 6 – 0 |
| 2003   | Истанбул 3 | ITF $ 10 000  | Шахар Пеер           | 6 – 3, 6 – 2    |
| 2005   | Рим        | ITF $ 25 000  | Магда Михалаче       | 7 – 5, 7 – 5    |
| 2007   | Бордо      | ITF $ 100 000 | Ализе Корне          | 6 – 2, 6 – 3    |

### Загубени финали на сингъл (7)
| Година | Турнир     | Категория     | Съперничка на финала  | Резултат            |
| ------ | ---------- | ------------- | --------------------- | ------------------- |
| 2002   | Букурещ 1  | ITF $ 10 000  | Моника Никулеску      | 1 – 6, 6 – 7(4)     |
| 2003   | Волос      | ITF $ 10 000  | Сесил Каратанчева     | 4 – 6, 6 – 2, 2 – 6 |
| 2004   | Барселона  | ITF $ 25 000  | Лаура Пос-Тио         | 6 – 4, 5 – 7, 2 – 6 |
| 2005   | Белфор     | ITF $ 25 000  | Сандра Клейнова       | 4 – 6, 3 – 6        |
| 2005   | Загреб     | ITF $ 75 000  | Зузана Ондрашкова     | 6 – 4, 4 – 6, 3 – 6 |
| 2005   | Довил      | ITF $ 50 000  | Виктория Кутузова     | 4 – 6, 6 – 7(2)     |
| 2008   | Алианц Къп | ITF $ 100 000 | Нурия Лягостера-Вивес | 2 – 6, 3 – 6        |

## Класиране в ранглистата на WTA в края на годината
| Година | 2004 | 2005 | 2006 | 2007 | 2008 | 2009 | 2010 | 2011 | 2012 | 2013 | 2014 |
| Сингъл | 295  | 88   | 62   | 98   | 46   | 99   | 35   | 46   | 42   | 108  | 38   |
| Двойки | —    | —    | 304  | —    | 205  | 190  | —    | 342  | —    | —    | 361  |

### Личен живот
Цветана Пиронкова е омъжена за Михаил Мирчев. Тенисистката е майка на едно дете, родено през 2017 г., поради което пропуска сезон 2018 на Женската тенис асоциация.